# Stazione di Albate-Trecallo
La stazione di Albate-Trecallo è una fermata ferroviaria posta sulla linea Como-Lecco. Serve i centri abitati di Albate e Trecallo, quartieri della città di Como.

## Storia
La stazione fu inaugurata nel 1888, come la totalità della linea; successivamente venne tramutata in fermata.

## Strutture e impianti
La fermata possiede un fabbricato viaggiatori a due piani, risalente all'epoca dell'apertura della linea, e conta un unico binario, servito da un marciapiede.

## Movimento
La fermata è servita dai treni regionali di Trenord in servizio sulla tratta Como-Molteno.